# 2075.
◄ | 20. stoljeće | 21. stoljeće | 22. stoljeće | ►
◄ | 2040-ih | 2050-ih | 2060-ih | 2070-ih | 2080-ih | 2090-ih | 2100-ih | ►
◄◄ | ◄ | 2072. | 2073. | 2074. | 2075. | 2076. | 2077. | 2078. | ► | ►►
Astronomija

## Događaji
- 16. siječnja – Potpuna pomrčina Sunca koju će se moći vidjeti na južnom Tihom oceanu i u Južnoj Americi (Čileu, Argentini, Paragvaju i Brazilu).
- 13. srpnja – Prstenasta pomrčina Sunca koju će se moći vidjeti u Europi (Francuskoj i Italiji (ujutro), Mađarskoj, Sloveniji, Hrvatskoj, BiH, Austriji, Mađarskoj, Slovačkoj, Bjelorusiji, Ukrajini te europskom i azijskom dijelue Rusije).
- Očekuje se da će se ozonski omotač u potpunosti oporaviti.